# Steel Dragon 2000
Steel Dragon 2000 (jap. スチールドラゴン2000, Suchīru doragon 2000) im Nagashima Spa Land im japanischen Kuwana ist eine Stahlachterbahn des Herstellers D. H. Morgan Manufacturing, die am 1. August 2000 eröffnet wurde.
Dieser Gigacoaster wurde im Jahre 2000, dem Jahr des Drachen im chinesischen Kalender, eröffnet. Sie eröffnete kurz nach Millennium Force in Cedar Point, die bis dahin die höchste Achterbahn mit geschlossenem Kreislauf der Welt war. Außerdem hält sie mit 2479 Metern immer noch den Rekord für die längste Achterbahn der Welt, sowie die höchste Achterbahn in Asien.

## Züge
Die Züge von Steel Dragon 2000 besitzen jeweils sechs Wagen. In jedem Wagen können sechs Personen (drei Reihen à zwei Personen) Platz nehmen.
Ursprünglich fuhren auf der Bahn Züge des Herstellers Morgan, diese wurden zum Saisonstart am 15. März 2013 durch neue Züge des Herstellers Bolliger & Mabillard ersetzt. Die neuen Züge haben sieben Wagen für jeweils vier Personen in zwei Reihen à zwei Personen.

## Übernahme des Designs von Mamba (Worlds of Fun)
Zwei Jahre vor der Eröffnung dieser Achterbahn wurde im Freizeitpark Worlds of Fun die Achterbahn Mamba eröffnet. Diese ebenfalls von Steve Okamoto designte Achterbahn weist große Ähnlichkeit mit dem Steel Dragon 2000 auf, weshalb davon auszugehen ist, dass der Steel Dragon 2000 aus dem Design der Mamba weiterentwickelt wurde. Zu den eindeutigsten Übereinstimmungen zählen zwei große Hills nach dem First Drop (erste Abfahrt), sowie eine Helix im Uhrzeigersinn, die direkt an den zweiten Hill anschließt. Beim Steel Dragon 2000 folgt dann noch eine zweite Helix entgegen dem Uhrzeigersinn. Anschließend gibt es bei beiden Achterbahnen eine Reduzierbremse, die sich neben dem ersten Hill befindet. Darauf folgen mehrere kleine Hills hintereinander, die sich bei beiden Achterbahnen neben dem Lift befinden.
Vor Mamba und dem Steel Dragon 2000 hatte Steve Okamoto noch die Achterbahnen Wild Thing und Steel Force entworfen. Alle diese vier Achterbahnen weisen im Aussehen gewisse Ähnlichkeiten auf.

## Fakten
- Steel Dragon 2000 ist die größte Achterbahn mit einem klassischen Kettenlift. Aufgrund der Länge des Lifthills und weil es damals vermutlich noch nicht möglich war für Achterbahnen eine solch lange Kette herzustellen, wurden zwei Ketten verbaut. Eine für die untere Hälfte des Lifthills und eine für die obere Hälfte. Zusätzlich können zwei Züge gleichzeitig sicher den Lift belegen. Mit der aktuellen Technik können auch Achterbahnen, die eine ähnliche Höhe besitzen, mit nur einer Kette hergestellt werden. Die Achterbahn Leviathan im Freizeitpark Canada’s Wonderland hat zum Beispiel mit einer Höhe von 93 Metern den höchsten Lift der Welt mit nur einer Kette.[4] Von der Einfahrt auf den Lift, bis die Züge die erste Abfahrt herunterstürzen, vergehen bei Leviathan nur 42 Sekunden.[5]
- Aus Sicherheitsgründen wurde wegen Erdbebengefahr für diese Achterbahn mehr Stahl verwendet als für andere Achterbahnen. Dadurch kamen Kosten von mehr als 50 Millionen US-Dollar zustande.
- Am 23. August 2003 kam es bei Steel Dragon 2000 zu einem Unfall. Einer der Züge verlor dabei während der Fahrt ein Rad. Während der Saisons 2004 und 2005 blieb die Bahn geschlossen und wurde erst am 3. September 2006 wiedereröffnet.